# Бугровиця
Бугровиця — річка в Україні, у Шосткинському районі Сумської області. Права притока Змудки (басейн Дніпра).

## Опис
Довжина річки приблизно 6,2 км.

## Розташування
Бере початок у селі Степне. Тече переважно на північний захід і на півночі від Феофілівки (колишнє Тофілівка) впадає у річку Змудку, ліву притоку Бичихи.